# Földrajzinév-bizottság
A Földrajzinév-bizottságot (FNB) a földrajzi nevek megállapításával összefüggő feladatok ellátására hozták létre, a kormány térképészetért felelős tagja mellett működik. Hatáskörét előbb a 71/1989. (VII. 4.) MT-rendelet, majd a  303/2007. (XI. 4.) kormányrendelet állapította meg. Feladata a magyarországi hivatalos földrajzi nevek megállapítása, valamint a külföldi földrajzi nevek (például országnevek) hivatalos magyar megfelelőjének megállapítása, használatuk és nyilvántartásuk szabályozása. A rendeletek tételesen felsorolják, hogy mi számít a rendeletek szempontjából „hivatalos” földrajzi névnek. Az 1989-es rendelet 2. §-a még így fogalmaz: „A hivatalos kiadványokban, hatósági eljárásban az e rendelet alapján megállapított hivatalos földrajzi nevet kell használni”, a 2007-es rendeletben azonban már ez áll: „A rendelet hatálya kiterjed egyes hivatalos földrajzi nevek megállapítására, véleményezésére és a földrajzi nevek nyilvántartására.” Az FNB által megállapított nevek tehát hivatalos nevek.

## Előzményei

### Az Országos Községi Törzskönyvbizottság
A magyar földrajzi nevek meghatározásának szakmai támogatására hivatott első hivatalos testület a község- és egyéb helynevekről szóló 1898. évi IV. törvénycikk alapján létrehozott Országos Községi Törzskönyvbizottság volt. A törvény elsődleges célja az volt, hogy minden magyarországi településnek egyetlen hivatalos neve legyen, és hogy ne legyenek azonos nevű települések az országban, vagyis hogy a településeket egyértelműen azonosítsa a hivatalos nevük.
A törzskönyvbizottság alapvetően a törvény hatálya alá eső nevek megállapítására felhatalmazott belügyminiszter tanácsadó testülete volt, elnöke a Központi Statisztikai Hivatal igazgatója, helyettes elnöke pedig e hivatal aligazgatója volt. Működésének egyéb szabályait a belügyminiszter határozta meg a kormány jóváhagyásával.
A bizottság feladata az Országos községi törzskönyv szakszerű vezetésének támogatása, felügyelete és ellenőrzése volt, valamint javaslattétel a hivatalos helynevek helyesírására, a többnevű községek részére a hivatalos név kijelölésére, a többszörösen előforduló község- és egyéb helynevek kiküszöbölésére. A bizottságot nem egyszeri feladatra hozták létre, később is feladata volt javaslatot tenni újonnan alakuló községek elnevezésére. Végül feladatkörébe tartozott a törvény szabályai szerint megállapított hivatalos község- és egyéb helynevek széles körű elterjesztésének és kizárólagos használatának elősegítése.
A községi törzskönyvbizottság munkájának nagy részét fennállásának első másfél évtizedében elvégezte, az akkori Magyarország helyneveit Horvát-Szlavónország és további négy vármegye (Árva, Fogaras, Hunyad és Liptó) kivételével 1899 és 1912 között a törvény kívánalmai szerint rendezték. Ez a munka jóval több mint tízezer elnevezésre terjedt ki. Az ezt alátámasztó kutatómunka kiterjedt a levéltári emlékek kutatására, és ekkor készült az egyetlen átfogó kutatás az ország községei által használt pecséteket illetően is. A későbbi évtizedekben már csak a későbbi községszervezések és -egyesítések folytán szükséges új elnevezések, illetve esetenként átnevezési kérelmek adtak újabb feladatot a szakértői testületnek.
Az Országos Községi Törzskönyvbizottság 1954-ben szűnt meg, a névmegállapításra vonatkozó új szabályozás pedig csupán az érintett megyei levéltár véleményének kikérését tette kötelezővé.

### A földrajzinév-bizottság 1989 előtt
1963-tól működött egy földrajzinév-bizottság a térképi névhasználat szakembereinek részvételével. Az 1989-ben létrehozott bizottság a megalapozottabb döntések érdekében bevonta a munkába a nyelvtudomány, az oktatás, a közlekedés, a vízügy, a természetvédelem, a közigazgatás, a nemzetiségek, a külügyek és más területek szakértőit is.

## Célja
Az Közigazgatási és Területfejlesztési Minisztériumban  működő bizottságot, amely a hazai és külföldi földrajzi nevek egységes használata felett őrködik, honlapja szerint azért kellett létrehozni, mert „a földfelszín természetes, illetve ember alkotta alakulatainak, részleteinek (hegyek, vizek, szigetek, tengerek, falvak, városok, országok stb.) egységes elvek szerinti elnevezéséhez és névhasználatához fontos társadalmi érdek fűződik.”

## A bizottság 2011-es átszervezése aFerihegy-ügymiatt
A bizottság 2011. március 7-én úgy határozott, hogy a Budapest Liszt Ferenc nemzetközi repülőtér új neve a Liszt Ferenc Nemzetközi Repülőtér, Budapest–Ferihegy legyen, és nem támogatták a második Orbán-kormány által javasolt Budapest Liszt Ferenc nemzetközi repülőtér elnevezést. Az előbbiben ugyanis – mint elmondták – benne marad a Ferihegy védendő földrajzi név is, aminek az elhagyása nem lenne szerencsés, másrészt a kormány javaslata tulajdonképpen egymás mellé szórt tulajdonnevek halmozásából áll, ami így valószínűleg nem is tud elterjedni a köznyelvben. A kormány a 20 : 1 arányban hozott véleményt nem pusztán figyelmen kívül hagyta március 16-i döntésében, hanem azzal is megtorolta, hogy egyeseket eltávolított a bizottságból (a bizottság vezetőjét is leváltották), másokat pedig a bizottságtól független munkájukból függesztettek fel, köztük olyat, akinek szaktudása pótolhatatlan a jelenleg is folyó projektekben. Március 21-én jelent meg az új kormányrendelet, mely szerint ettől fogva a kormány dönt a hivatalos földrajzi nevekről, ha ehhez kiemelt közérdek fűződik; egyúttal a bizottság hivatalban lévő tagjainak megbízatása megszűnik, az újonnan létrejövő testület létszámát pedig minimalizálják. A minisztérium így indokolta az elbocsátásokat: „(…) Mivel a 25 fős Földrajzinév-bizottság 17 tagját minisztériumok delegálják, elvárható lett volna, hogy a jelen lévő kormánytisztviselők támogassák a kormány kinyilvánított és egyértelmű kérését”. A bizottság korábbi elnöke szerint korábban soha nem tapasztalták annak jelét, hogy a szakmai szempontokat félretéve kellett volna egyeztetniük az állásfoglalásukról, és a vita során sem merült fel, hogy a kormány bármely tagnak utasításba adta volna, hogy ezúttal puszta egyetértést várnak a testülettől. – A döntés nagy visszhangot keltett, sokan elítélték (egy blog szavazásán például 6000 ember 97%-a).

## A Magyar Földrajzi Névi Program (MFNP)
Az MTA-ELTE Térképészeti és Térinformatikai Kutatócsoport a gazdája a Magyar Földrajzi Névi Programnak, mely egyrészt névírási és -használati kutatásokat folytat, másrészt célja szerint „könnyen hozzáférhető, szakmailag megbízható” adatbázisokat kíván létrehozni, illetve meglévőeket közzétenni (a honlapjukon elérhető máris számos részadatbázis és jegyzék), illetve ismeretterjesztő és oktatási célokra gyűjti és közzéteszi a magyar földrajzinév-adással és használattal foglalkozó írásokat.
A Magyar Földrajzi Névi Adatbázis (MFNA) a magyar földrajzi neveket kartográfiai szempontból rendszerező földrajzi névi adatbázis, mely a Kárpát-medence teljes területét felöleli. Az adatbázis témái:
- a Kárpát-térség magyar földrajzinév-anyaga;
- a ma élő és korábbi névváltozatok áttekintése;
- etimológiai információk
- idegen nyelvű névalakok azonosítása;
- a tájtagolások összehasonlítása;
- a (táj)nevek vonatkozási területének időbeli vizsgálata;
- névhasználati problémák térképi megjelenítése.

## Földrajzi nevek – államnevek
Mivel az államok neve a legtöbb magyar és külföldi szótani rendszerezésben - országnévként - „földrajzi névnek” is minősül, a magyar állam nevén kívül, melyet az Alaptörvény határoz meg, az FNB állapítja meg az egyes államok magyar nyelvű, és Magyarországon hivatalosnak tekintett elnevezését. Az FNB e tárgyú tevékenysége újabban tudományos elemzés tárgya.

## Továbbiinformációk

### Az FNB honlapja
- A Földrajzinév-bizottság oldala a Közigazgatási és Területfejlesztési Minisztérium honlapján

### A Magyar Földrajzi Névi Program
- A Magyar Földrajzi Névi Program honlapja – az MTA-ELTE Térképészeti és Térinformatikai Kutatócsoport projektje földrajzinév-adatbázist fejleszt, meglévő adatbázisokat és a földrajzi nevek helyesírásával foglalkozó tanulmányokat közöl
- Földrajzinév-kutatás térinformatikai eszközökkel Guszlev Antal – Lukács Lilla, geography.hu

### Az FNB-t létrehozó és hatáskörét megállapító rendeletek
- 71/1989. (VII. 4.) MT-rendelet a magyarországi hivatalos földrajzi nevekről Archiválva 2007. szeptember 27-i dátummal a Wayback Machine-ben – hatályát vesztette a 303/2007. (XI. 14.) Kormányrendelet hatálybalépésével egyidőben (2008. január 1.)
- 303/2007. (XI. 14.) Korm. rendelet a magyarországi hivatalos földrajzi nevek megállapításáról és nyilvántartásáról (az új rendelet 2008. január 1-jén lépett hatályba)

### Az FNB határozatai
- A Földrajzinév-bizottság határozatai a Miniszterelnökség honlapján
- Az FNB 2–126. ülés döntései a Kormany.hu lapján
- Országnevek az FNB határozatai alapján – PDF a Kormany.hu lapján
- Útmutató (segédlet) a földrajzi nevek megállapításához és megváltoztatásához

### Az MTA állásfoglalása a XX. századi önkényuralmi rendszerekhez köthető elnevezésekkel kapcsolatban
- A Magyar Tudományos Akadémia állásfoglalása Magyarország önkormányzatai közterületeinek elnevezéseiről a Magyarország helyi önkormányzatairól szóló 2011. évi CLXXXIX. törvényben biztosított felhatalmazás alapján
- Összefoglaló jelentés

### Az FNB körüli politikai vitáról
- Egy névadás különös története (Nyest.hu, 2011. március 23.)
- Interjú Dutkó Andrással, a bizottság korábbi vezetőjével (Térinformatika Online, 2011. április 13.)

### Történelmi előzmények, jelentősebb földrajzinév-módosítások a XX. században
- Marxfalva, Hitler tér, Horthy-liget, Magyarfalva (Index, 2011. május 28.)